# 호베르크호른
호베르크호른(Hohberghorn, 4,219m)은 스위스의 페나인 알프스에 있는 산이다. 그것은 나델그라트의 북쪽 끝을 향해 있으며, 동쪽으로는 자스-페 리조트 위, 서쪽으로는 마터탈 위의 돔산 북쪽에서 대략 남북으로 뻗어 있는 높은 수준의 능선이다.
RB 히트코트는 1869년 8월 가이드 프란츠 비너, 페터 페렌 및 페터 타우크발터와 함께 호베르크 빙하 위의 서쪽 협곡을 통해 슈테크나델요흐까지 처음 등반했다.
그 북동쪽 면은 이웃한 렌츠슈피츠 만큼이나 길거나 가파르지 않은 320m이고, 평균 각도는 50도이며, 후자를 위한 훌륭한 훈련으로 간주될 수 있다.